# Гречишкин, Вадим Сергеевич
Вади́м Серге́евич Гречи́шкин (31 октября 1933, Ленинград — 23 января 2010, Калининград) — советский и российский физик, доктор физико-математических наук, заслуженный деятель науки Российской Федерации (1992).

## Биография
Шестой и седьмой классы окончил с похвальными грамотами в Берлине, где проходил службу его отец. В 1949 году вернулся в Ленинград.
В 1952 г. с золотой медалью окончил школу 321 г. Ленинграда, в 1957 году — с отличием Ленинградский государственный университет,
а в 1960 года — аспирантуру ЛГУ. В том же году защитил кандидатскую диссертацию по физико-математическим наукам. Доктор физико-математических наук (1968, Московский физико-технический институт), профессор (1969, Пермский государственный университет). 
В 1960 году получил приглашение на десятимесячную научную стажировку в Канаду от Г. И. Волкова, соавтора Роберта Оппенгеймера. Однако из-за отказа выполнять специальное задание был по приказу Министра Столетова направлен в Пермский государственный университет. Принял решение остаться в СССР. 

## Семья
Мать, Пригодич Валентина Арсентьевна, Педагогический институт. им. Герцена. Работала преподавателем немецкого языка, переводчиком, окончила 
Отец Гречишкин Сергей Васильевич, известный рентгенолог, доктор медицинских наук, окончил первый Ленинградский мединститут.
Дочь — София, к. ф. м. н., работает в Германии. 
Супруга — Ершова (Гречишкина) Руфина Васильевна, к. ф. м. н., доцент. 
Брат — Гречишкин Сергей Сергеевич, член союза писателей в Санкт-Петербурге, член ПЕН-клуба.

## Карьера
1960—1962 г. ст. преподаватель ПГУ,
1962—1963 доцент ПГУ;
1963—1972 зав. кафедрой ПГУ, организовал в 1961 году специальность радиофизика и электроника, в 1964 году проблемную лабораторию радиоспектроскопии,
1972—1975 г. проректор по учебной работе КГУ; с 1972 г. зав. кафедрами в КГУ;организовал две специальности и три кафедры(квантовой радиофизики, радиофизики, телекоммуникаций);
1993 −1995 декан физического факультета КГУ;
1997—1998 член совета директоров фирмы SEE — соrр. в Австралии (Перт)(www.qrsciences.com); с 1992 г. член фонда «Даймлер — Бенц» в Ладенбурге (Германия),
Соросовский профессор (1995—1996),
Председатель Совета по защите диссертаций в Российском государственном университете им. И.Канта, имеет 580 опубликованных научных статей, 5 книг, 30 авторских свидетельств и патентов, в 2002 г. состоялась продажа 5 патентов в Ю. Корею. Имеет более 1500 электронных публикаций в созданных им группах groups. yahoo.com/group /landmines/,groups.yahoo.com/group/quantumtwo. Подготовил 44 кандидата и 6 докторов наук. По его разработкам в США и Австралии производятся приборы ЯКР контроля багажа QR-160,QR-500,QScan2000,T3000,QXR-1000,квадрупольный минный детектор.

## Награды
Медаль за доблестный труд (1970),
медаль Ветеран труда (1986),
серебряная медаль ВДНХ (1968),
стипендия для выдающихся ученых (1996—1999),
государственная награда Заслуженный деятель науки России (1992), знак «Изобретатель СССР» (1977), знаки МинВуза РСФСР (1976, 1978, 1980), Золотая медаль Пекинского университета (1991); бронзовая медаль Познанского университета (1997);медаль Почета США(2006), в 1968—2005 годах по приглашениям читал лекции в 28 странах;был в 46 странах, действительный член Нью-Йоркской АН(1994); действительный член Российской АН и Искусств (2002), Вице-Президент РУАН, Президент Балтийской РУАН (2003), член Совета директоров Американского. библиографического Ин-та, член совета директоров IBI в Кембридже, ведущий ученый в Мире (IBC).
Девиз: Если Бог существует, то он играет в кости .
Интересы: альпинизм(Альпы,Кавказ,Памир,Тянь-Шань,Гималаи), подводная охота в Чёрном, Адриатическом, Средиземном море и Индийском океане в Австралии (Фремантле).
Публикации о номинанте: передачи ТВ канал ТВС, программа «Утро» РТР; газеты «Комсомольская правда», «Калининградская правда», «Звезда», «Каскад»…; Кто есть Кто в Калининграде, 1999,2004,Кенигсберг-Калининград,2006,Кто есть кто в Мире, Маркис, США, 1997, 1998, 1999; 2000—2006,2000 выдающихся личностей 20 и 21 века, МБЦ, Кембридж; Человек 2002—2006 г., ABI и т. д.

## Проекты, идеи
В 1957—1989 развил квадрупольные резонансные науки, двухчастотное спиновое эхо, системы контроля багажа, квадрупольный минный детектор.
В 1997—1998 осуществление русского проекта в Перте (Австралия) (www.thorlock.com).
В 1993—1997 г. осуществление русского проекта в Польше (Познань, медаль);
В 1990—1996 г. русский проект в Китае (получена медаль).
В 1999—2001 г. русский проект в Германии (Дортмунд и Дармштадт)
2004 pycский проект в Колумбии и Израиле, русский проект в Сингапуре 2005.
В 2002—2003 русский проект в Ю. Корее (продано 5 патентов).

## Научные публикации
- В. С. Гречишкин, «Ядерный квадрупольный резонанс»(1959)[2]
- В. С. Гречишкин, Н. Е. Айнбиндер, «Ядерный спиновый резонанс» (1963)[2]
- В. С. Гречишкин, Н. Е. Айнбиндер, «Радиоспектроскопия органических полупроводников» (1967)[2]
- В. С. Гречишкин, «Кросс-поляризация ядер 14N с многократным контактом в кристаллах» (1985)[2]
- В. С. Гречишкин, О. В. Старовойтова, «Импульсный контакт между спин-системами ядер азота и водорода в кристаллах» (1990)[2]
- В. С. Гречишкин, А. А. Шпилевой, Г. В. Мозжухин, «Двухчастотное импульсное возбуждение ЯКР 10B в буре» (1991)[2]
- В. С. Гречишкин, Н. Я. Синявский, «Наблюдение запрещенных переходов в двумерных спектрах ЯКР» (1991)[2]
- В. С. Гречишкин, Н. Я. Синявский, «Локальный ЯКР в твердых телах» (1993)[2]
- В. С. Гречишкин, А. А. Шпилевой, «Косвенные методы изучения ядерных квадрупольных взаимодействий в твердых телах» (1996)[2]
- В. С. Гречишкин, Н. Я. Синявский, «Новые физические технологии: обнаружение взрывчатых и наркотических веществ методом ядерного квадрупольного резонанса» (1997)[2]